# یواس‌اس لاپان (اس‌اس‌ان-۶۶۱)
یواس‌اس لاپان (اس‌اس‌ان-۶۶۱) (به انگلیسی: USS Lapon (SSN-661)) یک زیردریایی بود که طول آن ۲۹۲ فوت (۸۹ متر) بود. این زیردریایی در سال ۱۹۶۶ ساخته شد.